# Novakova ulica (Zagreb)
Novakova ulica predstavlja kompleks najamnih vila u centru Zagreba koje od 1930-ih godina projektira prva generacija hrvatskih modernih arhitekata u tzv. internacionalnom stilu prema uzorima velikih arhitekata kao što su Adolf Loos, Walter Gropius ili Le Corbusier. Ansambl gradskih vila u Novakovoj ulici – tri obiteljske kuće i sedamnaest najamnih stambenih zgrada, sagrađen postupno u razdoblju 1931-41. godine je zaštićeno kulturno dobro Republike Hrvatske (Z-1544).

## Povijesni kontekst
Za razdoblje između dva svjetska rata može se reći da je pravi početak moderne arhitekture. Nakon rata Europa je razrušena, moral je nizak, a socijalna situacija teška. Velike, stare monarhije su se raspale i nastale su nove države. U projektiranju gradova uzima se u obzir sve više socijalna komponenta. Napuštaju se monumentalni oblici klasicizma i dekorativni elementi secesije koji podsjećaju na prošlost i traže se nova i jednostavnija rješenja. Zbog općeg siromaštva arhitekti napuštaju velike projekte i okreću se manjim projektima za obiteljske i najamne kuće u tzv. internacionalnom stilu.

## Suvremeni europski trendovi i počeci moderne u Hrvatskoj
Već prije Prvog svjetskog rata austrijski arhitekt Adolf Loos radi svoju Kuću Steiner, na kojoj koristi tehničku inovaciju – armirani beton. Njegova arhitektura odlikuje se jednostavnošću i čistoćom oblika. Površina ostaje nedekorirana i raščlanjena samo prozorskim otvorima bez okvira. Taj model preuzimaju i hrvatski arhitekti. Tijekom rata se više ruši nego gradi, no već se prije konačnog završetka borbi javljaju ličnosti koje će imati presudan utjecaj na budućnost hrvatske arhitekture. Godine 1917. u Nizozemskoj se osniva umjetnička grupa De Stijl čiji članovi napuštaju sve ranije tradicije i određuju plohu kao primarni element. Kombinirajući, preklapajući i suprotstavljajući plohe različitih dimenzija stvaraju arhitekturu različitog plasticiteta.:507 De Stijl je imao veliki utjecaj na kasnije arhitekte, uključujući i Waltera Gropiusa, ravnatelja umjetničke škole Bauhaus koja djeluje od 1919. godine. Gropiusova škola od 1923. godine djeluje u Dessau i oko sebe okuplja ne samo arhitekte, već i ostale najvažnije suvremene umjetnike.:500 Za širenje ideja i iskustava moderne arhitekture posebno su bili važni „Međunarodni kongresi moderne arhitekture“ (CIAM) koji se održavaju od 1928. do 1956. godine, a rezultiraju Atenskom poveljom potpisanom 1942. godine.:31-32 Početak održavanja kongresa CIAM-a označava drugu fazu europske moderne arhitekture kada se konačno odbacuju stare akademske tradicije i monumentalnost te se prednost daje socijalnoj komponenti i racionalizaciji.
Prije Prvog svjetskog rata u Hrvatskoj su se već javile neke ličnosti koje bi mogli nazvati pretečama moderne, od kojih su najvažniji Viktor Kovačić, Edo Šen i Hugo Ehrlich. Unatoč tomu što su školovani u historicističkoj i secesijskoj tradiciji, oni pod utjecajem avangardnih strujanja u Europi mijenjaju i pročišćuju svoj arhitektonski izraz. Rat prekida razvoj nove avangardne arhitekture te prve godine mira još uvijek u tragovima obilježava postsecesijski duh. Tek sredinom 20-tih godina se situacija značajnije mijenja.
Godine 1923. diplomiraju prvi arhitekti na hrvatskom arhitektonskom učilištu,:35 tada se vraćaju bečki i praški đaci, a zamjetno je i povećanje kapitala u Zagreb i druge hrvatske gradove. Sve to uzrokuje pravu graditeljsku ekspanziju. Međuratno razdoblje hrvatske arhitekture najznačajnije je obilježio arhitekt Drago Ibler. Predavač na likovnoj akademiji i poznati arhitekt oko sebe je okupio učenike i suradnike koji će biti presudni za pojavu prave moderne na našim prostorima. Ta grupa je prozvana Zagrebačka škola.:40  Njihova arhitektura je slijedila odrednice postavljene u svijetu prije nekoliko godina – Le Corbusierovog funkcionalizma i Wrightove organičke arhitekture. Iako ne slijede niti jedan određen stil nego se referiraju na razne stilove, njihova arhitektura je nesumnjivo moderna i originalna.
Druga značajna skupina je ˝Zemlja˝, grupacija u kojoj su djelovali razni umjetnici, ˝lijevog socijalnog usmjerenja i izrazita figurativnog izraza˝. U grupaciji Zemlja sudjelovalo je više arhitekata koji su pripadali i Zagrebačkoj školi. Kroz svoja djela umjetnici Zemlje pokazivali su jaku socijalnu komponentu koja je tada postala važna i arhitektima u oblikovanju, ne samo manjih prostora, nego i u urbanizmu. S idejama poteklima iz europskih centara, upotpunjenima senzibilitetom zemljaša, pioniri hrvatske moderne arhitekture počeli su raditi na projektima koji su do današnjih dana sačuvali svoju ljepotu i ˝modernost˝.

## Arhitekti i projekti
- Novakova 5 (kuća Blaško) – Radivoj Anžel, 1940.
- Novakova 7 (kuća Vrkljan) – Zvonimir Vrkljan, 1934.
- Novakova 8a (kuća Belčić) – Max Strenar, 1940.
- Novakova 9 (kuća Ljuština) – Zvonimir Pavešić, 1933-34.
- Novakova 10 (kuća Beck) – Bogdan Petrović, 1936-37.
- Novakova 11 (kuća Pastuović) – Bogdan Petrović, 1934-35.
- Novakova 12 (kuća Pick) – Stjepan Gomboš i Mladen Kauzlarić, 1937.
- Novakova 14 (kuća Romano) – Ašer Kabiljo, 1936.
- Novakova 15 (vila Spitzer) – Stjepan Gomboš i Mladen Kauzlarić, 1931-32.
- Novakova 17 (vila Šercer) – Ivo Kulišek i Ivan Senk, 1932.
- Novakova 19 (kuća Federbusch) – Slavko Löwy, 1936-37.
- Novakova 20 (kuća Zimmermann) – Ante Grgić, 1935-36.
- Novakova 21 (kuća Čango) – Moses Lorber, 1935.
- Novakova 22 (kuća Astaloš) – Vilim Kovač, 1935.
- Novakova 23 (kuća Precca) – Bogdan Petrović, 1933.
- Novakova 24 (kuća Pučar) – Stjepan Gomboš i Mladen Kauzlarić, 1935-36.
- Novakova 26 (kuća Plach) – Bogdan Petrović, 1935.
- Novakova 28 (kuća Petrović) – Bogdan Petrović, 1931-32.
- Novakova 30 (kuća Astaloš) – Vilim Kovač, 1940.
- Novakova 32 (kuća Petrović) – Bogdan Petrović, 1938.

Godine 1927. u Stuttgartu je u sklopu izložbe njemačkog Werkbunda izgrađeno radničko naselje Weissenhof. Naselje se sastojalo od dvadeset i jedne zgrade koje je dizajniralo šesnaest europskih arhitekata, među njima Mies van der Rohe, ujedno i vođa projekta, te Le Corbusier. Sve građevine dijele iste stilske karakteristike – pojednostavljene fasade, ravne krovove koji se koriste kao terase, prozorske pojaseve te otvorene, jednostavne interijere. Jedna od značajnijih karakteristika naselja je i da su sve kuće, osim dviju, bijele boje kako bi se još jače naglasila jednostavnost oblika. Iako se u novijim radovima odbacuje teza da je Novakova ulica nastala po uzoru na Werkbund naselja,:241 ipak su sličnosti očite.
U Novakovoj ulici nalazi se dvadeset vila nastalih između 1931. i 1941. godine. Projekte za vile izradilo je petnaest hrvatskih arhitekata: R. Anžel, A. Grgić, A. Kabiljo, S. Löwy, M. Lorber, Z. Pavešić, I. Senk, Z. Vrkljan i M. Strenar s po jednim projektom; dvije kuće je izgradio V. Kovač; tri su rezultat suradnje S. Gomboša i M. Kauzlarića, a čak šest ih je djelo B. Petrovića. Uz te projekte važno je spomenuti dva zajednička neizvedena projekta arhitekata D. Iblera i D. Galića.:243
Za razliku od Weissenhofa, Novakova ulica nije bila eksperimentalno radničko naselje, nego skupina vila građena za nešto bogatiji sloj društva. Nije postojao jedan vođa projekta koji je birao arhitekte i planove kao u Stuttgartu, nego su vlasnici parcela birali arhitekte i sudjelovali u projektima. Također je svaki projekt morao biti odobren od Odbora za pročelja.:241 Od dvadeset vila, samo dvije su obiteljske kuće, dok su sve ostale najamnog tipa s četiri do sedam stanova. Većina je građena skeletnom konstrukcijom, a ostale imaju sustav zidova i nosivu stubišnu jezgru.:243 Unatoč različitim arhitektima i kod kuća u Novakovoj ulici možemo naći zajedničke karakteristike koje slijede strane uzore. Kuće se u eksterijeru ističu jednostavim stereometrijskim oblicima s istaknutim funkcionalnim balkonima i terasama, dok jednostavnim pročeljima dominiraju vodoravni prozorski pojasevi, a završavaju ravnim krovom. U interijeru se primjećuje tendencija totalnom prostoru što se očituje u povezivanju radne i spavaće sobe sa zonom dnevnoga boravka.
U kontekstu suvremenih europskih i svjetskih trendova, posebno je značajan nerealizirani projekt dvojice arhitekata Iblera i Galića. Projekt terasastog stanovanja nastao je 1933. godine. Niz obiteljskih kuća trebao se pružati prirodnom padinom Novakove ulice od Šalate do Ribnjaka na način da su kuće stepenasto postavljene tako da ravni krov jedne djelomično služi kao terasa druge. Svaka jedinica ima zaseban ulaz i stanari imaju potpunu privatnost u odnosu na druge jedinice. Ovaj projekt je važan, jer je rani primjer terasastog stanovanja u Hrvatskoj. Iako je Ibler već pokušavao raditi u tom stilu u projektu za Vijećnicu na Sušaku, nije uspio uspostaviti takvu ravnotežu u odnosu arhitekture i prirodne padine. Smatra se da ideja o terasasto postavljenim kubusima potječe od A. Loosa koji tu koncepciju primjenjuje već 1920. godine u Beču, a u Hrvatsku dolazi posredstvom njegova učenika Z. Neumanna. Tri godine nakon ovog projekta Ibler je ponovno ponudio jedan terasasti projekt za jednu drugu parcelu u Novakovoj ulici, no ni taj nije prihvaćen. Skupina vila u Novakovoj ulici se kao kompleks ističe integriranošću u prostor. Prateći zavojitost ulice i prirodni nagib terena, vile su ukomponirane u okoliš iskorištavajući potencijale svog položaja. Arhitektonskim, urbanističkim i hortikulturalnim uređenjem stvaraju ˝model dovršenog ambijenta unutar Zagreba˝.

## Vila Spitzer
Najljepši primjer moderne urbane vile iz Novakove ulice nalai se na kućnom broju 15. Vila Spitzer nastala je tijekom 1931. i 1932. godine prema projektu Stjepana Gomboša i Mladena Kauzlarića. Kauzlarić je bio student zagrebačke akademije i predavao mu je Drago Ibler, a bio je i član grupe Zemlja. Dvadesetih godina 20. stoljeća radi s Hugom Ehrlicom, a tridesetih započinje suradnju s Gombošem. U desetak godina zajedničkog rada sudjelovali su na mnogim natječajima i izveli su brojne objekte, od čega 15 vila i kuća.
U Novakovoj ulici izveli su čak tri.
Vila Spitzer je obiteljska kuća, građena na tri etaže. Tlocrt joj je pravokutan, gotovo kvadratan. Ulično pročelje se ističe jednostavnošću – gotovo potpuno zatvoreno, samo je u središnjem dijelu rastvoreno nizom horizontalnih prozora koji se protežu duž čitavog pročelja. Vila zbog ukopanosti u brdo sa stražnje strane ima samo dvije etaže. Na vrhu, kuća završava terasom s betonskim okvirima, u čemu se očituje Le Corbusierov utjecaj. Javlja se ˝ideja triju platformi˝ - ulazne u prizemlju, izlazne sa stražnje strane na prvom katu i terase na vrhu.:245 Jednostavnost eksterijera slijedi i interijeru u kojem se opet primjećuje težnja prema totalnom prostoru. Dnevni boravak dobiva izravan izlaz na terasu, što omogućava neposredan doticaj s vrtom. Današnje stanje vile, nažalost nije originalno. Kasniji vlasnici su zatvorili krovnu terasu i dodali kosi krov. Također, zbog neodržavanja je u lošem stanju. Unatoč tome, ljepota i značaj ove vile za hrvatsku modernu arhitekturu su poznati i priznati.

## Galerija
- Novakova ulica 5,kuća Blaško, Radivoj Anžel, 1940.
- Novakova ulica 10, kuća Beck, Bogdan Petrović, 1936-37.
- Novakova ulica 14, kuća Romano, Ašer Kabiljo, 1936.
- Novakova ulica 15, vila Spitzer, Stjepan Gomboš i Mladen Kauzlarić, 1931-32.
- Novakova ulica 17, vila Šercer, Ivo Kulišek i Ivan Senk, 1932.
- Novakova ulica 20, kuća Zimmermann, Ante Grgić, 1935-36.
- Novakova ulica 28, kuća Petrović, Bogdan Petrović, 1931-32.
- Novakova ulica 30, kuća Astaloš, Vilim Kovač, 1940.

## Vanjske poveznice
- Što je ostalo od raja hrvatske elite[neaktivna poveznica]
- Galerija nepokretnih kulturnih dobara grada Zagreba[neaktivna poveznica]